# Cyclosa pichilinque
Cyclosa pichilinque är en spindelart som beskrevs av Levi 1999. Cyclosa pichilinque ingår i släktet Cyclosa och familjen hjulspindlar. Inga underarter finns listade i Catalogue of Life.